# Ulba-Kamm
Der Ulba-Kamm (kasachisch Үлбі жотасы; russisch Ульбинский хребет) ist ein Gebirgszug im kasachischen Gebiet Ostkasachstan im westlichen Altaigebirges.
Der Ulba-Kamm verläuft in West-Ost-Richtung südwestlich des Cholsun-Gebirgszugs und westlich des Chamir-Flusstals. Er hat eine Länge von etwa 100 km. Der Ulba-Kamm wird vom Buchtarma-Nebenfluss Turgyssyn durchschnitten. Der Gebirgszug erreicht in der Werchnjaja Ulba (Верхняя Ульба) eine maximale Höhe von 2371 m. Das Gebirge besteht aus Sandsteinen, Kalksteinen, kristallinen Schiefern und Graniten. Der Gebirgszug weist sanft ansteigende Gipfel auf. Die tieferen Hanglagen sind von Steppenvegetation bedeckt. In höheren Lagen kommt Mischwald vor, im Nordosten hauptsächlich Nadelwald.